# Hagoromo Bungu
La Hagoromo Bungu (羽衣文具? lett. "Cancelleria Hagoromo") è stata un'azienda giapponese specializzata nella produzione di materiale da cancelleria. Era nota principalmente per i suoi gessetti per lavagne, gli Hagoromo Fulltouch la cui qualità era apprezzata dai matematici di tutto il mondo.
La compagnia ha chiuso nel 2015 e il brand Hagoromo è stato venduto alla sudcoreana Sejong Mall.

## Storia

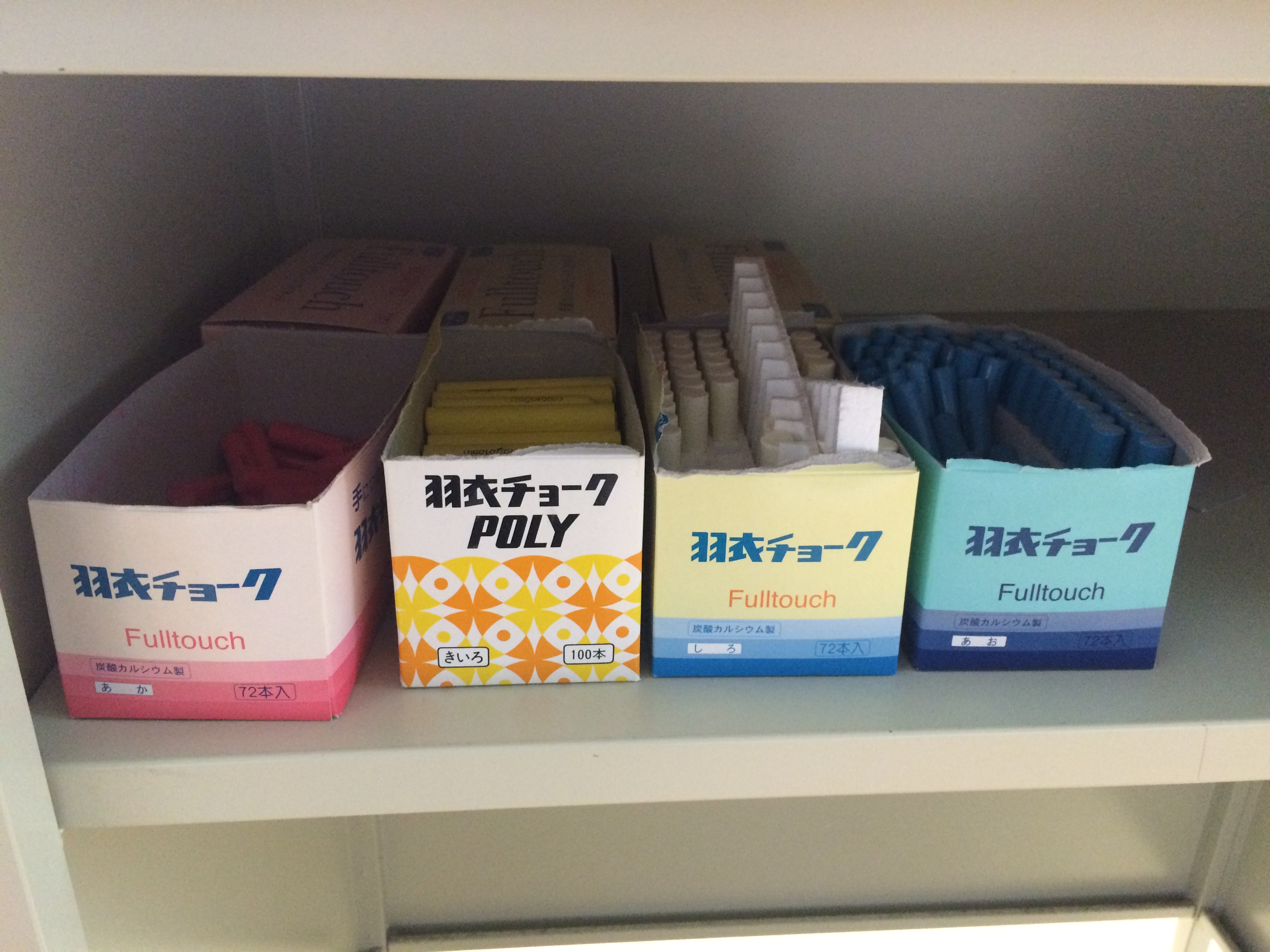
Scatole di Hagoromo Fulltouch

L'azienda venne fondata a Nagoya nell'ottobre 1932 come Nihon Chalk Seizosho (日本チョーク製造所? lett. "Fabbrica di gessi del Giappone") da Shiro Watanabe. Nell'agosto 1944 la sede venne completamente distrutta dalla guerra e l'azienda chiuse. Venne rifondata nel febbraio 1947 da Ryuzo Watanabe con il nome di Hagoromo Bungu. Nel maggio 1995 la sede fu spostata a Kasugai. Al suo apice, la compagnia era in grado di vendere circa 4,5 milioni di gessi all'anno e controllava il 30% del mercato giapponese.
Nell'ottobre del 2014 il presidente Takayasu Watanabe annunciò che la Hagoromo avrebbe interrotto la produzione di gessi nel febbraio 2015 e la vendita nel mese seguente. Prese questa decisione a causa delle sue precarie condizioni di salute e per l'impossibilità di trovare un successore. Un'altra ragione fu che la richiesta di gessetti era notevolmente diminuita, dato che le lavagne erano sempre meno usate nelle scuole. L'annuncio della chiusura portò all'acquisto in massa di gessi da parte dei clienti più affezionati. La produzione continuò per un mese in più rispetto a quanto annunciato e si interruppe definitivamente il 31 marzo 2015.
Le tre speciali macchine usate per la produzione dei gessetti furono vendute. Una andò alla giapponese Uma-jirushi, una azienda produttrice di lavagne che si impegnò ad assumere i dipendenti della Hagoromo e che in seguito lanciò sul mercato l'analogo DC Chalk Deluxe (DCチョークDX?). Le altre due macchine, assieme alla proprietà del marchio, furono acquistate dalla Sejong Mall, un rivenditore sudcoreano che per oltre un decennio si occupò dell'importazione dei gessi della Hagoromo e che oggi ne continua la produzione in Corea del Sud.

## Prodotti
La azienda era nota principalmente per la linea di gessi Fulltouch (フルタッチ?). Il matematico americano Satyan Devadoss nel 2010 ha definito i gessi della Hagoromo "il Michael Jordan del gesso, la Rolls-Royce del gesso". Molti altri matematici famosi ne hanno apprezzato la fattura, tra questi Brian Conrad e David Eisenbud.